# Herdenkingsmunten van € 2 (2014)
Hieronder staat een lijst van herdenkingsmunten van twee euro met slagjaar 2014.
| Afbeelding | Land         | Ter gelegenheid van | Oplage     | Datum uitgave     |
| --- | ------------ | --- | ---------- | ----------------- |
| | Luxemburg    | 175ste verjaardag van de onafhankelijkheid van het Groothertogdom Luxemburg (Verdrag van Londen (1839)) (twaalfde uit de 'Luxemburgse dynastie'-serie) | 519.500    | 6 januari 2014    |
| Omschrijving: In het binnenste gedeelte van de munt is rechts het gelaat van Zijne Koninklijke Hoogheid Groothertog Henri, naar rechts kijkend, afgebeeld, terwijl links, in verticale richting, de jaren „1839” en „2014” en de naam van het uitgevende land „LËTZEBUERG” zijn vermeld. Onderaan in het binnenste gedeelte van de munt staan de opschriften „ONOFHÄNGEGKEET” en „175 Joër”. Langs de buitenrand van de munt zijn de twaalf sterren van de Europese vlag afgebeeld. |              | |            |                   |
| |              | |            |                   |
| | Duitsland    | De Michaeliskirche in Hildesheim, Nedersaksen (negende uit de 'Bundesländer'-serie)                                                                    | 30.799.300 | 7 februari 2014   |
| Omschrijving: Op de munt is de Michaeliskirche in Hildesheim, Nedersaksen, afgebeeld. Deze kerk staat sinds 1985 op de Werelderfgoedlijst van de Unesco. Aan de bovenzijde staat het jaar van uitgifte „2014” en aan de linkerzijde het muntteken (A, D, F, G, J). Aan de onderzijde staat het opschrift „NIEDERSACHSEN” en daaronder de vermelding van het uitgevende land „D”. Bovenaan rechts bevinden zich de initialen van de graveur „OE” (Ott Erich). Langs de buitenrand van de munt zijn de twaalf sterren van de Europese vlag afgebeeld. |              | |            |                   |
| |              | |            |                   |
| | Spanje       | Werken van Gaudí (vijfde uit de serie 'UNESCO Wereld Erfgoedlijst')                                                                                    | 4.000.000  | 7 februari 2014   |
| Omschrijving: Op de voorgrond staat een beeldhouwwerk van een salamander, het embleem van Park Güell dat door de architect Antoni Gaudí is ontworpen. Als achtergrond fungeert een detail van een van de paviljoenen die zich aan de ingang van Park Güell bevinden. Bovenaan zijn, in boogvorm en in hoofdletters, de woorden «ESPAÑA» en «PARK GÜELL — GAUDÍ» vermeld. Links staat het jaar van uitgifte «2014» en rechts het muntteken. Langs de buitenrand van de munt zijn de twaalf sterren van de Europese vlag afgebeeld. |              | |            |                   |
| |              | |            |                   |
| | Italië       | 200ste verjaardag van de oprichting van de Carabinieri                                                                                                 | 6.525.000  | 25 maart 2014     |
| Omschrijving: De afbeelding is een herinterpretatie van het beeldhouwwerk „Pattuglia di Carabinieri nella tormenta” van Antonio Berti uit 1973. Rechts ervan staan, elkaar overlappend, de letters „RI”, het monogram van de Italiaanse Republiek, en het jaartal 2014, links ervan staat het jaartal 1814. Bovenaan wordt de letter R (monogram van de Romeinse Munt) weergegeven en in de afsnede staat „LDS” (monogram van de ontwerpster, Luciana De Simoni) en „CARABINIERI”. Langs de buitenrand van de munt zijn de twaalf sterren van de Europese vlag afgebeeld. |              | |            |                   |
| |              | |            |                   |
| | Slowakije    | 10e verjaardag van de toetreding tot de EU | 1.000.000  | 1 april 2014      |
| Omschrijving: In het midden van de nationale zijde staat in gestileerde letters „EÚ”, de afkorting van de Europese Unie, met in de voorgrond het wapenschild van de Slowaakse Republiek erin verwerkt. Rechts in het binnenste gedeelte van de munt zijn de datum van de toetreding van de Slowaakse Republiek tot de Europese Unie, „1.5.2004”, en onmiddellijk daaronder het jaartal „2014” weergegeven. Langs de onderrand van het binnenste gedeelte wordt de naam van de uitgevende staat, „SLOVENSKO”, vermeld en in een halve cirkel langs de bovenrand staat de inscriptie „10. VÝROČIE VSTUPU DO EURÓPSKEJ ÚNIE”. Links onderaan staat het muntteken van de munt van Kremnica (de letters „MK” tussen twee muntstempels) en rechts onderaan staan de gestileerde letters „MP”, de initialen van Mária Poldaufová, de ontwerpster van deze munt. Langs de buitenrand van de munt zijn de twaalf sterren van de Europese vlag afgebeeld.            |              | |            |                   |
| |              | |            |                   |
| | Portugal     | 40ste verjaardag van de Anjerrevolutie | 520.000    | 23 april 2014     |
| Omschrijving: De twee bogen stellen de vorm van een anjer voor, de bloem die symbool staat voor de revolutie en er ook haar naam aan heeft gegeven. De naam van de uitgevende staat, „PORTUGAL”, en het wapenschild worden bovenaan de bloem weergegeven. Centraal in de afbeelding staat de datum van de revolutie, „25 DE ABRIL” (25 april), met daaronder het aantal jaren dat sindsdien is verstreken, „40 ANOS” (40 jaar), en het jaar van uitgifte, „2014”. De vorm van de letters en de cijfers is geïnspireerd op het lettertype dat 40 jaar geleden op posters en andere dragers van politieke informatie werd gebruikt en staat symbool voor de euforie in de periode net na deze gebeurtenis. Langs de buitenrand van de munt zijn de twaalf sterren van de Europese vlag afgebeeld. |              | |            |                   |
| |              | |            |                   |
| | België       | 100ste verjaardag van de uitbraak van de Eerste Wereldoorlog                                                                                           | 1.712.000  | 12 mei 2014       |
| Omschrijving: Op het binnenste gedeelte van de munt is een klaproos afgebeeld, met daar onder de jaartallen 2014-18. Onder deze jaartallen staat de inscriptie „The Great War Centenary”, waaronder het muntmeesterteken en het muntteken van Brussel, het gehelmde profiel van de aartsengel Michaël, worden weer gegeven. Bovenaan in het binnenste gedeelte staat de drietalige vermelding „BELGIE — BELGIQUE — BELGIEN”. Langs de buitenrand van de munt zijn de twaalf sterren van de Europese vlag afgebeeld. |              | |            |                   |
| |              | |            |                   |
| | Nederland    | Koningsdubbelportret | 5.291.000  | 22 mei 2014       |
| Omschrijving: In het binnenste gedeelte van de munt zijn koning Willem-Alexander en oud-koningin Beatrix afgebeeld. Aan de linkerzijde in een halve cirkel de inscriptie „WILLEM-ALEXANDER KONING DER NEDERLANDEN” en aan de rechterzijde in een halve cirkel de inscriptie „BEATRIX PRINSES DER NEDERLANDEN”. Tussen de twee inscripties aan de bovenzijde de kroon en aan de onderzijde het muntmeesterteken, het muntteken en daartussen het jaar van uitgifte „2014”. Langs de buitenrand van de munt zijn de twaalf sterren van de Europese vlag afgebeeld. |              | |            |                   |
| |              | |            |                   |
| | Malta        | Onafhankelijkheid van Groot-Brittannië op 21 september 1964 (vierde uit de 'Constitutionele Geschiedenis'-serie)                                       | 432.500    | 3 juni 2014       |
| Omschrijving: Op de nationale zijde van het muntstuk staat een detail van het bronzen monument ter herdenking van de onafhankelijkheid, dat in 1989 door de kunstenaar Gianni Bonnici werd ontworpen. Het is een beeld van een jonge vrouw, die Malta voorstelt, die de Maltese vlag draagt. Rechts, in een halve cirkel, staat het opschrift „MALTA – Independence 1964” (MALTA – Onafhankelijkheid 1964) en onderaan „2014”, het jaar van uitgifte. Langs de buitenrand van de munt zijn de twaalf sterren van de Europese vlag afgebeeld. |              | |            |                   |
| |              | |            |                   |
| | Frankrijk    | 70ste verjaardag van D-Day | 3.020.000  | 6 juni 2014       |
| Omschrijving: Bovenaan zijn in de vormen van het woord „D-DAY” zowel een landingsvaartuig als het kanon van een tank zichtbaar. Boven het kanon van de tank staan de data 1944-2014 en onderaan staat de vermelding „70e anniversaire du débarquement” (70e verjaardag van de landing). De kenmerkende afdrukken van de laarzen van de Amerikaanse, Britse en Canadese soldaten worden door een golf overspoeld en beetje bij beetje uitgewist. De dichtregels van Verlaine die als code werden gebruikt voor het begin van de landing zijn in de golf weergegeven: „Les sanglots longs des violons de l’automne blessent mon cœur d’une langueur monotone”. Langs de buitenrand van de munt zijn de twaalf sterren van de Europese vlag afgebeeld. |              | |            |                   |
| |              | |            |                   |
| | Finland      | 100ste geboortedag van Tove Jansson | 1.500.000  | 16 juni 2014      |
| Omschrijving: Op het binnenste gedeelte van de munt wordt het portret van Tove Jansson weergegeven. Onder het portret staan de handtekening „Tove Jansson” en de jaartallen „1914-2001”. Aan de linkerzijde wordt het uitgevende land vermeld: „FI”. Rechts staan het jaar van uitgifte „2014” en het muntteken. Langs de buitenrand van de munt zijn de twaalf sterren van de Europese vlag afgebeeld. |              | |            |                   |
| |              | |            |                   |
| | Italië       | 450ste geboortedag van Galileo Galilei | 6.529.820  | 17 juni 2014      |
| Omschrijving: De afbeelding stelt het hoofd van Galileo Galilei voor zoals dat op het schilderij van Justus Sustermans uit 1636 is weergegeven (Florence, Galleria degli Uffizi). Aan de bovenzijde wordt daarrond „GALILEO GALILEI” vermeld. Rechts ervan staan de letter R (monogram van de Romeinse Munt), een astronomische telescoop en „C.M.” (monogram van de ontwerpster, Claudia Momoni), links ervan, elkaar overlappend, de letters „RI”, het monogram van de Italiaanse Republiek. In de afsnede staat 1564-2014. Langs de buitenrand van de munt zijn de twaalf sterren van de Europese vlag afgebeeld. |              | |            |                   |
| |              | |            |                   |
| | San Marino   | 500ste sterfdag van Donato Bramante | 114.000    | 23 juni 2014      |
| Omschrijving: Op de munt is het portret van Bramante afgebeeld en een deel van het Tempietto (Italiaans voor „tempeltje”), een herdenkingsmonument dat mogelijk reeds in 1502 door Bramante werd gebouwd op de binnenplaats van San Pietro in Montorio en dat wordt beschouwd als een van de hoogtepunten van de Italiaanse hoogrenaissancearchitectuur. In een bijna volledige cirkel rond deze afbeelding staat de inscriptie „BRAMANTE LAZZARI DELLE PENNE DI SAN MARINO”. Links en rechts staan respectievelijk de jaartallen „1514” en „2014”. Onderaan zijn de initialen „MCC” van de ontwerpster (Maria Carmela Colaneri) en het muntmerk te zien. Langs de buitenrand van de munt zijn de twaalf sterren van de Europese vlag afgebeeld. |              | |            |                   |
| |              | |            |                   |
| | Malta        | 200ste verjaardag van de oprichting van de Maltese politie                                                                                             | 300.000    | 16 juli 2014      |
| Omschrijving: Met het muntstuk wordt de 200e verjaardag herdacht van de Maltese politie, die door proclamatie XXII in 1814 werd opgericht. De politie van Malta is dus een van de oudste korpsen van Europa. Op de nationale zijde van de munt wordt de penning van de Maltese politie afgebeeld, met daarbij de tekst „200 Years Malta Police Force” (200 jaar Maltese politie) en de data 1814-2014. Langs de buitenrand van de munt zijn de twaalf sterren van de Europese vlag afgebeeld. |              | |            |                   |
| |              | |            |                   |
| | Letland      | Riga, culturele hoofdstad van Europa 2014 | 1.005.000  | 12 augustus 2014  |
| Omschrijving: Het centrale beeld van de munt is de skyline van Riga en het historische stadscentrum dat door de Unesco als werelderfgoed is erkend. Boven de afbeelding staat het opschrift „EIROPAS KULTURAS GALVASPILSETA” (culturele hoofdstad van Europa); onderaan staan de naam van de stad en het jaar van uitgifte, „RIGA — 2014”, met daaronder „LV”, de aanduiding van de uitgevende staat. Langs de buitenrand van de munt zijn de twaalf sterren van de Europese vlag afgebeeld. |              | |            |                   |
| |              | |            |                   |
| | België       | 150-jarig bestaan van het Belgische Rode Kruis | 287.500    | 18 september 2014 |
| Omschrijving: In het binnenste gedeelte van de munt is een kruis afgebeeld met in het midden daarvan het getal „150”. De opschriften „Rode Kruis” en „Croix-Rouge” bevinden zich respectievelijk verticaal en horizontaal binnenin het kruis. Rondom het kruis zijn het muntteken van Brussel — het gehelmde profiel van de aartsengel Michaël — het muntmeesterteken, het jaartal „2014” en de afkorting van het land „BE” weergegeven. Langs de buitenrand van de munt zijn de twaalf sterren van de Europese vlag afgebeeld. |              | |            |                   |
| |              | |            |                   |
| | Griekenland  | 400ste sterfdag van Domínikos Theotokópoulos (El Greco)                                                                                                | 750.000    | 24 september 2014 |
| Omschrijving: Het middengedeelte van de munt bevat een portret van Domínikos Theotokópoulos. Op de achtergrond is een typische figuur uit zijn oeuvre afgebeeld, die illustratief is voor zijn techniek. Links staan het jaartal „2014” en de karakteristieke handtekening van de kunstenaar („Domínikos Theotokópoulos Epoíei”). Rechts staat het muntteken van de Griekse Nationale Munt. Het gehele ontwerp is omgeven door het opschrift „DOMENIKOS THEOTOKOPOULOS 1541-1614” en de naam van de uitgevende staat „HELLEENSE REPUBLIEK” in het Grieks. Langs de buitenrand van de munt zijn de twaalf sterren van de Europese vlag afgebeeld. |              | |            |                   |
| |              | |            |                   |
| | Griekenland  | 150ste verjaardag van de vereniging van de Ionische Eilanden met Griekenland                                                                           | 750.000    | 24 september 2014 |
| Omschrijving: In het binnenste gedeelte van de munt is een zevenpuntige ster afgebeeld waarop in het Grieks het volgende is vermeld: „150 JAAR SINDS DE VERENIGING VAN DE IONISCHE EILANDEN (EPTÁNISA) MET GRIEKENLAND 1864-2014”, de naam van de uitgevende staat „HELLEENSE REPUBLIEK” en het muntteken van de Griekse Nationale Munt. In de ruimten tussen de punten van de ster staan de symbolen van de Ionische Eilanden. Het gehele ontwerp is omgeven door een decoratief gestileerd golfmotief. Langs de buitenrand van de munt zijn de twaalf sterren van de Europese vlag afgebeeld. |              | |            |                   |
| |              | |            |                   |
| | San Marino   | 90ste sterfdag van Giacomo Puccini | 100.000    | 29 september 2014 |
| Omschrijving: Op de munt is een portret van de componist Giacomo Puccini weergegeven. Rechts daarvan, in een halve cirkel, staat de naam van de uitgevende staat, „SAN MARINO”. Links staan de inscriptie „G. PUCCINI” en het muntteken. Onderaan bevindt zich het jaartal „2014”. Langs de buitenrand van de munt zijn de twaalf sterren van de Europese vlag afgebeeld. |              | |            |                   |
| |              | |            |                   |
| | Vaticaanstad | 25ste verjaardag van de val van de Berlijnse Muur | 103.000    | 14 oktober 2014   |
| Omschrijving: Op de voorgrond zijn enkele bakstenen van de deels ingestorte Berlijnse Muur afgebeeld, met de formulering „XXV ANNIVERSARIO DEL CROLLO DEL MURO DI BERLINO 1989-2014” (vijfentwintigste verjaardag van de val van de Berlijnse Muur 1989-2014) op de bakstenen geschreven. In het midden is een olijftak te zien, in een opening tussen de bakstenen en een stuk prikkeldraad. Op de achtergrond staat de Brandenburgse Poort. Bovenaan staan de woorden „CITTA’ DEL VATICANO” ingegraveerd. Langs de buitenrand van de munt zijn de twaalf sterren van de Europese vlag afgebeeld. |              | |            |                   |
| |              | |            |                   |
| | Portugal     | Internationaal jaar van de gezinslandbouw | 520.000    | 31 oktober 2014   |
| Omschrijving: Centraal in de afbeelding worden de typische werktuigen weergegeven die in de traditionele landbouw worden gebruikt en een aantal landbouwproducten: in het midden een kip met daarrond pompoenen, een mand met aardappelen en andere groenten en bloemen. Aan de linkerkant staat in een halve cirkel het onderwerp van de herdenking, „AGRICULTURA FAMILIAR” (gezinslandbouw), en aan de rechterkant, eveneens in een halve cirkel, de naam van de uitgevende staat, „PORTUGAL”, gevolgd door het jaar van uitgifte, „2014”. Links onderaan bevindt zich het muntteken „INCM”. Langs de buitenrand van de munt zijn de twaalf sterren van de Europese vlag afgebeeld. |              | |            |                   |
| |              | |            |                   |
| | Luxemburg    | 50ste verjaardag van de troonsbestijging van Groothertog Jan (dertiende uit de 'Luxemburgse dynastie'-serie)                                           | 512.000    | 2 november 2014   |
| Omschrijving: In het binnenste gedeelte van de munt zijn de beeltenissen van Zijne Koninklijke Hoogheid Groothertog Henri en Zijne Koninklijke Hoogheid Groothertog Jan, beide naar links kijkend, weergegeven. Boven de beeltenis van Groothertog Jan staat het jaartal „1964” en daarnaast, boven beide beeltenissen, een kroon. Onder aan de munt staan de namen „Jean” en „Henri” onder de respectieve beeltenis, alsook het jaartal „2014”. Het opschrift „50e ANNIVERSAIRE DE L’ACCESSION AU TRÔNE DU GRAND-DUC JEAN” is in boogvorm langs de bovenzijde van het binnenste gedeelte van de munt weergegeven. Langs de buitenrand van de munt zijn de twaalf sterren van de Europese vlag afgebeeld. |              | |            |                   |
| |              | |            |                   |
| | Finland      | 100ste geboortedag van Ilmari Tapiovaara | 1.000.000  | 10 november 2014  |
| Omschrijving: Links in het binnenste gedeelte van het ontwerp staan de naam, het geboortejaar en het overlijdensjaar van Ilmari Tapiovaara. Aan de rechterzijde van het binnenste gedeelte is een close-up afgebeeld van de meubelverbinding die kenmerkend is voor de stijl van Ilmari Tapiovaara. Rechts daarvan bevinden zich de aanduiding van de uitgevende staat „FI”, het muntteken en het jaar van uitgifte „2014”. Langs de buitenrand van de munt zijn de twaalf sterren van de Europese vlag afgebeeld. |              | |            |                   |
| |              | |            |                   |
| | Slovenië     | 600ste verjaardag van de kroning van Barbara van Celje                                                                                                 | 1.000.000  | 17 november 2014  |
| Omschrijving: Het centrale beeld van de munt is het portret van koningin Barbara van Celje met haar scepter, in een gestreept patroon. Op dit beeld staan drie typische zespuntige sterren van de graven van Celje. Links van het portret staat het woord „SLOVENIJA” en aan de rechterzijde het opschrift „BARBARA CELJSKA” en de jaartallen „1414-2014”. Langs de buitenrand van de munt zijn de twaalf sterren van de Europese vlag afgebeeld. |              | |            |                   |
| |              | |            |                   |
| | Frankrijk    | Wereldaidsdag 2014 | 3.020.000  | 24 november 2014  |
| Omschrijving: Centraal staat het rode lintje, het symbool van de strijd tegen aids. De creatie van het rode lintje was een initiatief van de Visual Aids Artists Caucus en de Amerikaanse schilder Frank Moore. Het rode lintje wordt dicht bij het hart gedragen als symbool van steun aan de zieken en heeft de vorm van een omgekeerde V. Door het lintje een dag als de V van „victory” te dragen, wordt gesymboliseerd dat de ziekte overwonnen kan worden. Op de munt zijn drie lintjes afgebeeld. Het middelste lintje wordt op de klassieke manier getoond en is in de BU- en BE-versie rood gekleurd. De twee andere lintjes staan ondersteboven afgebeeld en vormen zo twee V’s, wat de symboliek van de verhoopte overwinning versterkt. De datum van wereldaidsdag van de Unesco wordt bovenaan het muntstuk met de woorden „1er décembre” weergegeven. Langs de buitenrand van de munt zijn de twaalf sterren van de Europese vlag afgebeeld. |              | |            |                   |
| |              | |            |                   |
| | Spanje       | Dubbelportret Juan Carlos I en Felipe VI ter gelegenheid van de troonswisseling op 19 juni 2014                                                        | 8.132.500  | 10 december 2014  |
| Omschrijving: In het binnenste gedeelte van de munt zijn de overlappende portretten van koning Felipe VI en koning Juan Carlos I afgebeeld. Onderaan staan de naam van de uitgevende staat en het jaar van uitgifte: „ESPAÑA — 2014”. Rechts bevindt zich het muntteken. Langs de buitenrand van de munt zijn de twaalf sterren van de Europese vlag afgebeeld. |              | |            |                   |
| |              | |            |                   |
| | Andorra      | 20-jarig lidmaatschap van de Raad van Europa | 105.000    | 29 februari 2016  |
| Omschrijving: Het ontwerp laat midden links het wapen van Andorra zien, gevolgd door het opschrift „20”, waarbij de nul gestileerd is tot een voorstelling van de vlag van de Raad van Europa. Bovenaan staan de opschriften „ANDORRA” met daaronder „AL CONSELL D’EUROPA”. Het jaartal „2014” staat onderaan links, met daarnaast een dwarse lijn. Langs de buitenrand van de munt zijn de twaalf sterren van de Europese vlag afgebeeld. |              | |            |                   |